# ديفيد جيريمياه بارون
ديفيد جيريمياه بارون (بالإنجليزية: David Jeremiah Barron)‏ هو قاضي ومحامي أمريكي، ولد في 7 يوليو 1967 في واشنطن العاصمة في الولايات المتحدة.